# Fudschaira
Fudschaira, auch als Fujairah (englisch) zu finden (arabisch الفجيرة, DMG al-Fuǧaira), ist die Hauptstadt des Emirats Fudschaira, eines der sieben Emirate der Vereinigten Arabischen Emirate. Die Einwohnerzahl beträgt 93.616 (Schätzung Mitte 2019).
Fudschaira befindet sich im südlichen der beiden Hauptteile des Emirats etwa 10 km nördlich von der Grenze zum Oman und liegt als einzige der Emirats-Hauptstädte der VAE nicht am Persischen Golf, sondern am Golf von Oman.

## Verkehr
Fudschaira ist über die E-99 mit Kalba im Süden sowie mit Khor Fakkan und Dibba im Norden verbunden; Dubai und Schardscha sind über die S116 und weiter E102 erreichbar. Am südlichen Stadtrand liegt der 1987 errichtete Flughafen Fujairah International Airport, der primär als Frachtflughafen genutzt wird. Von Bedeutung für die Wirtschaft ist zudem der Treibstoff-, Reparatur- und Kreuzfahrthafen von Fudschaira, der vielen Schiffen die Einfahrt in den Persischen Golf erspart.
Es ist eine Bahnlinie von Etihad Rail im Bau, die von der Grenze zu Saudi-Arabien ganz im Westen bis Fudschaira ganz im Osten reichen soll. Mit der Bahnstrecke, die dann auch ein Teil der internationalen Gulf Railway ist, wird grenzüberschreitender Frachtverkehr an den Golf von Oman möglich für alle Staaten des Golf-Kooperationsrats, ohne dass Schiffe die Straße von Hormus passieren müssen.

## Sehenswürdigkeiten

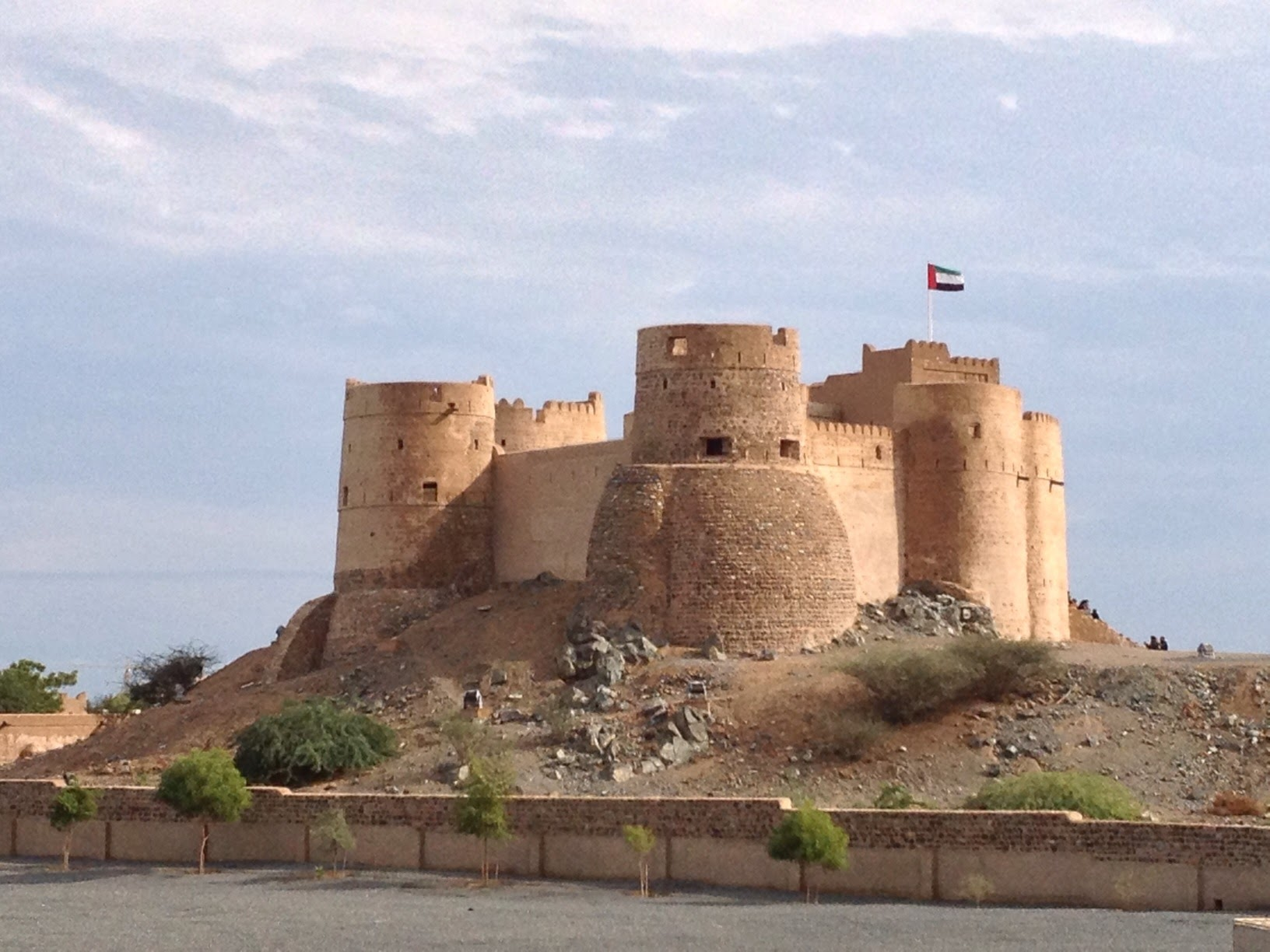
Fudschaira Fort

Im Norden der Stadt liegt mit dem Fort von Fudschaira die größte touristische Attraktion der Stadt. Es wurde um 1500–1550 (nach anderen Angaben 1670) aus Lehmziegeln erbaut und spielte eine Rolle im antikolonialen Kampf der Wahhabiten. 2015 wurde die Sheikh-Zayed-Moschee eröffnet, die 28.000 Betern Platz bietet.